# 9-乙氧基菲
9-乙氧基菲是一种醚类有机物，化学式为C14H9OC2H5。

## 合成与反应
9-乙氧基菲可由9-溴菲和乙醇锂在碘化亚铜催化下于乙醇中反应制得。它和N-溴代丁二酰亚胺反应，可以得到9-溴-10-乙氧基菲。